# Sachsen-Römhild
Sachsen-Römhild var ett ernestinskt hertigdöme i Tysk-romerska riket 1680–1710. 
Hertigdömet uppstod 1680 när Ernst den frommes söner stiftade sju linjer: Sachsen-Gotha, Sachsen-Coburg, Sachsen-Meiningen, Sachsen-Römhild (utslocknad 1710), Sachsen-Eisenberg (utslocknad 1707), Sachsen-Hildburghausen och Sachsen-Saalfeld.
Efter Henrik av Sachsen-Römhild död 1710 delades Sachsen-Römhild mellan:
- Sachsen-Gotha-Altenburg (7/12 av Amt Themar)
- Sachsen-Coburg-Saalfeld (1/3 av Amt Römhild och 5/12 av Amt Themar),
- Sachsen-Meiningen (2/3 av Amt Römhild)
- Sachsen-Hildburghausen (Kellerei Behrungen, Hof zu Milz och ernestinska Lehen).

## Regent
- Henrik av Sachsen-Römhild (1680–1710)